# Гонце
Гонце (словац. Honce) — село в окрузі Рожнява Кошицького краю Словаччини, історична область Гемера. Площа села 8,07 км². Станом на 31 грудня 2016 року в селі проживало 366 жителів.

## Історія
Перші згадки про село датуються 1318 роком.

## Населення
| Рік:            | 1994. | 2004.   | 2014.   | 2024.    |
| --------------- | ----- | ------- | ------- | -------- |
| Кількість осіб: | 419   | 395     | 381     | 327      |
| Різниця:        |       | -5,72 % | -3,54 % | -14,17 % |

| Рік:            | 2023. | 2024.   |
| --------------- | ----- | ------- |
| Кількість осіб: | 328   | 327     |
| Різниця:        |       | -0,30 % |